# Malta Ski

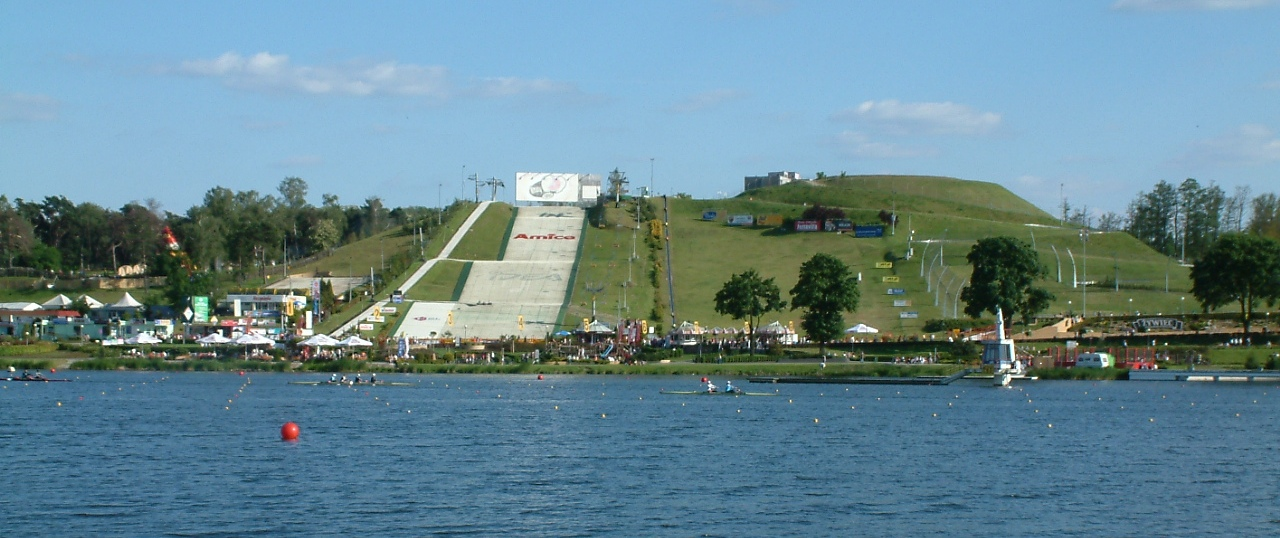
Kompleks "Malta Ski" i Kopiec Wolności widziany z północnego brzegu Jeziora Maltańskiego

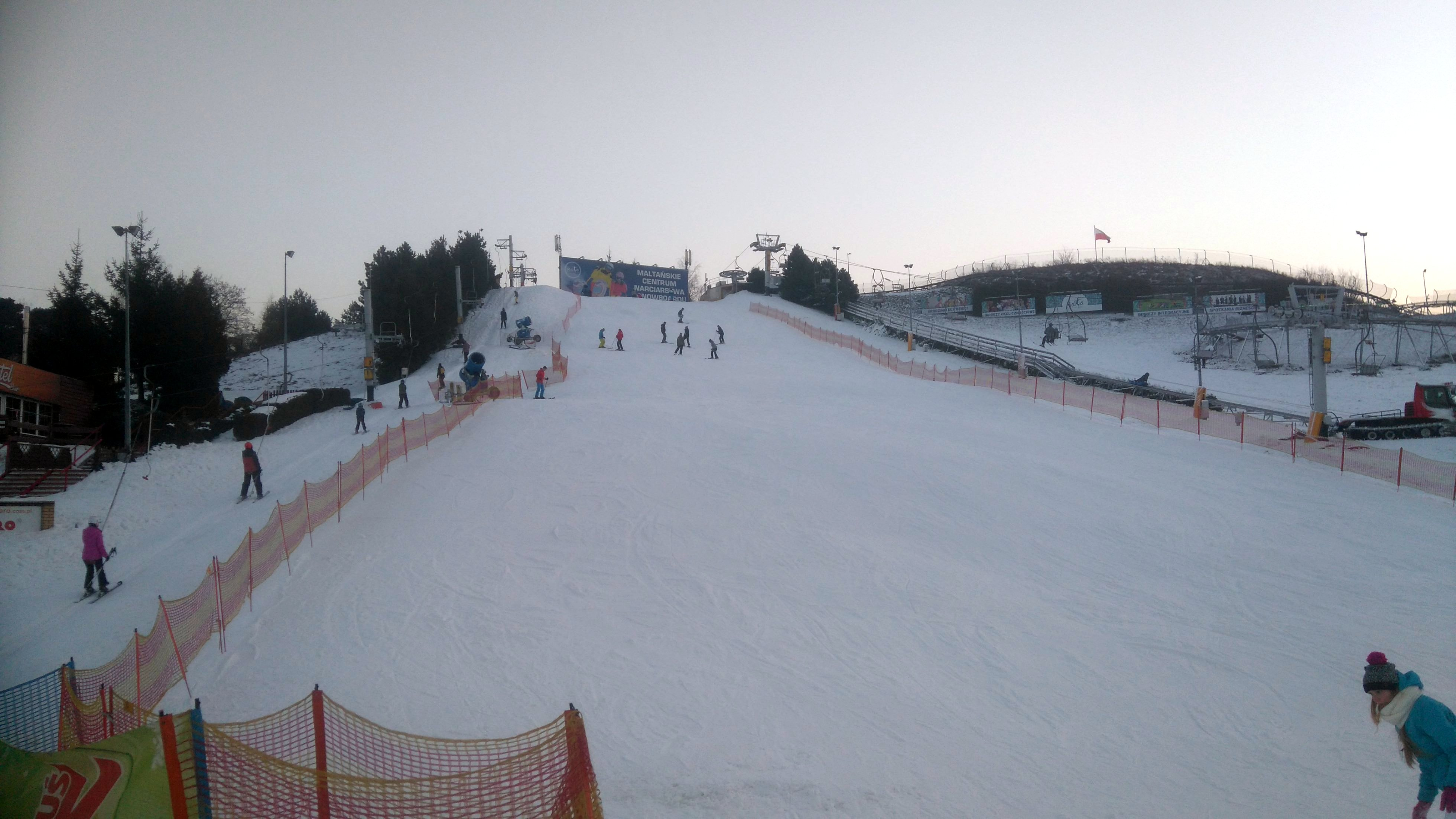
Malta Ski zimą

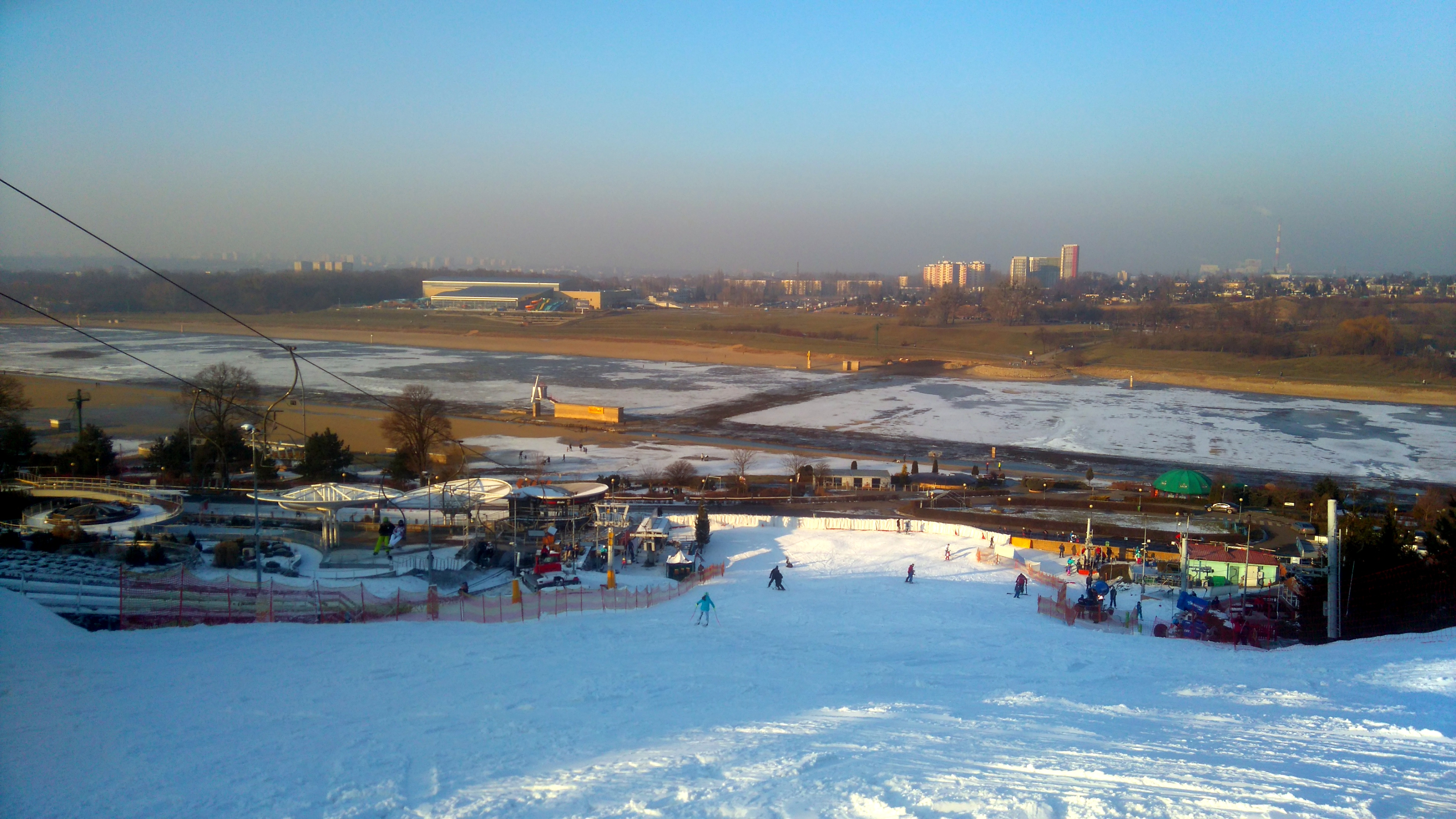
Malta Ski zimą

Malta Ski – ośrodek sportowo-rekreacyjny w Poznaniu, na południowym brzegu Jeziora Maltańskiego.

## Charakterystyka
Historia ośrodka sięga lat 80. XX wieku, gdy rozpoczęto zagospodarowywać tereny otaczające Jezioro Maltańskie. Powstała wówczas koncepcja usypania sztucznego stoku narciarskiego. Usypano go na zboczu Kopca Wolności. Początkowo można było z niego korzystać tylko w okresie zimy. W 1992 powstał pomysł by stworzyć w tym miejscu pierwsze w byłym bloku wschodnim całoroczne centrum narciarstwa. Pomysł zrealizowano i pokryty sztuczną nawierzchnią stok otwarto 21 lutego 1993. Z czasem zrezygnowano z nart w sezonie letnim, obecnie sezon narciarski trwa od października do kwietnia, w ciągu którego trwa szereg kursów i szkoleń narciarskich. Przy stoku funkcjonuje również serwis oraz wypożyczalnia sprzętu narciarskiego. W ciągu kolejnych lat powstawały następne atrakcje takie jak: letni tor saneczkowy, zjazd pontonami ze stoku, pole do minigolfa, a także darmowe letnie kino. W maju 2012 oddano do użytku kolejkę górską Adrenaline.

## Obiekty
- stok narciarski o długości 150 m i szerokości od 15 do 30 m - na szczyt można dostać się za pomocą wyciągu krzesełkowego lub talerzykowego
- stok narciarski o wymiarach 30 × 30 m i nachyleniu 14° na którego szczyt można wjechać niewielkim wyciągiem talerzykowym przeznaczony głównie do nauki jazdy na nartach oraz dla najmłodszych miłośników sportów zimowych
- kolejka górska Adrenaline - długość około 500 metrów
- letni tor saneczkowy - długość 530 m
- minigolf
- pontony na stoku narciarskim
- serwis narciarski
- wypożyczalnia sprzętu narciarskiego
- wypożyczalnia rowerów
- miasteczko ruchu drogowego
- place zabaw
- pole piknikowe - idealne miejsce na imprezy firmowe
- biuro podróży
- gastronomia

W ciągu roku na terenach Malta Ski odbywa się szereg cyklicznych imprez, m.in.: Grand Prix w Narciarstwie zjazdowym i Snowboardzie, Lejdis na Malcie, Bieg z klasą.

## Kluby narciarskie i snowboardowe
Ze stoków narciarskich ośrodka korzysta kilka poznańskich klubów narciarskich i snowboardowych. Zawodnik jednego z tych klubów, KS Malta Ski, narciarz alpejski Mateusz Garniewicz, brał udział w zimowych igrzyskach olimpijskich w Soczi 2014.  

## Właściciel
Od 2013 właścicielem obiektu jest firma DSW Inwestycje.